# Space Warrior Baldios
Space Warrior Baldios (яп. 宇宙戦士 バルディオス Утю Сэнси Барудиосу) — аниме-сериал, созданный студией Ashi Productions. Транслировался по телеканалу TV Tokyo с 30 июня 1980 года по 25 января 1981 года. Всего выпущены 34 серии аниме. Сериал показывался также на Тайване, в Гонконге, Италии, Болгарии (канал БНТ 1) и арабских странах. Одноимённый фильм вышел 19 декабря 1981 года при содействии Toei Central Film. Занимает 8 место в рейтинге 10 аниме с несчастливым концом.

## Сюжет
Во вселенной существует планета S-1 (первая в системе «Саул»), которая очень сильно загрязнена, поэтому её обитатели — люди, вынуждены жить под землёй. Учёные нашли способ очистить планету, однако их интересы противоречат планам военных, желающих покинуть S-1 и колонизировать другую планету, пригодную для жизни. В итоге главком Зео Гаттлер уничтожает все разработки и организует военный переворот. Сын профессора Рейгана, Марин, лишившись отца, обвинённый в предательстве, сбегает на судне Pulser Burn и попадает во временно-пространственное искажение, оказавшись на Земле в начале XXII века. В это время её атакует Альдебаранская армия Гаттлера, ранее уничтожив марсианскую колонию. Сам Марин оказывается членом военной организации Blue Fixer, и доктору Куинштайн удается модифицировать Pulser Burn так, чтобы он мог соединяться с двумя земными аппаратами — Baldi Praise и Kato Ranger, образуя мощного робота «Балдиоса», способного к выходу в подпространство. Теперь новые союзники и друзья должны сражаться против агрессора, намеревавшегося сделать Землю домом для своей расы. В конце Гаттлер устроил таяние полярных льдов, а за ними глобальные цунами и потоп, которые почти полностью уничтожают человечество, оставляя героев в ужасе наблюдать за катастрофой. Ад наводнения унёс с собой 3,5 миллиарда жизней. Одна из вражеских субмарин вызвала радиоактивное загрязнение мирового океана.
Поскольку сериал был прерван на 34 эпизоде, вышедший позднее полнометражный фильм предлагает альтернативную историю, где Гаттлер всё-таки оказывается повержен. Последний бой между подпространственной крепостью «Алголь» и «Балдиосом» уничтожил всё оставшееся на Земле, окончательно превратившейся в S-1. Сюжет был построен на сложных отношениях между Марином и Афродией, командующей армией противника. Гаттлер даёт ей шанс отомстить за умершего брата, убив Марина, но она не может это сделать, стреляет в своего президента и совершает самоубийство. Марин, оставшийся в живых, возвращается на опустошенную и разрушенную Землю/S-1, где у него на руках умирает Афродия.

## Роли озвучивали
Сериал
- Канэто Сиодзава — Марин Рейган
- Наоми Дзимбо — Роза Афродия
- Такэси Аоно — Гаттлер
- Такко Исимори — Такеси Цукикагэ / Голос за кадром
- Ёсино Отори — Доктор Элла Куинштайн
- Киёнобу Судзуки — Джек Оливер
- Тэссё Гэнда — Лайтер Хокуто
- Кэйко Ёкодзава — Джеми Хосино
- Кадзухико Иноуэ — Дэвид Уэйн / Милан
- Кохэй Мияути — Доктор Рейган (отец Марина)
- Масанобу Окубо — Ториномия III (Император С-1)
- Минору Инаба — Морган
- Кацуносукэ Хори — Харман
- Эйко Масуяма / Мами Кояма — Эми Латин
- Тосио Фурукава — Алан / Латоп
- Масато Ибу — Гаро
- Акира Камия — Дегрус
- Хиротака Судзуоки — Карин Фрик
- Кадзуюки Согабэ — Кайзер
- Акира Мураяма — Капитан Роман
- Кумико Такидзава — Лили
- Саэко Симадзу / Томико Судзуки — Эмили (сестра Оливера)
- Юдзи Мицуя — Рой
- Бандзё Гинга / Тамио Ооки — Король Бард (отец Джеми)
- Синдзи Номура — Компьютер базы «Blue Fixer»

Фильм
- Канэто Сиодзава — Марин Рейган
- Кэйко Тода — Роза Афродия
- Хидэкацу Сибата — Гаттлер
- Сёдзо Иидзука — Негрос
- Сёдзиро Кихара — Гаро
- Макото Тэрада (Мугихито) — Дегрус
- Сигэру Тиба — Милан
- Тэйдзи Омия — Морган
- Масато Яманоути — Доктор Рейган
- Такэми Накамура — Император С-1
- Дайдзиро Цуцуми — Раска
- Юко Оти — Лила
- Томико Судзуки — Эмили
- Тамио Ооки — Король Бард
- Кадзухико Иноуэ — Дэвид Уэйн
- Хидэюки Танака — Джек Оливер
- Тэссё Гэнда — Лайтер Хокуто
- Кэйко Хан — Джеми Хосино
- Аико Коносима — Доктор Элла Куинштайн
- Кацуносукэ Хори — Такеси Цукикагэ / Голос за кадром

## Выпуск
Изначально планировалось транслировать 39 серий, но сериал был прерван, что вызвало протесты японских фанатов, причём оказались пропущены 31, 33 и 34 серии, и часть непоказанного по телевидению вышла на DVD в 2000—2002 годах от Pioneer LDC. Причиной отказа от продолжения послужили низкие рейтинги по сравнению с Ashita no Joe, который транслировался в 1980 году на Nippon Television. В Италии компания Yamato Video в 2007 году выпустила 6 DVD в составе Baldios Box.
Фильм состоял из разных эпизодов оригинального сериала с некоторым добавлением нового материала, созданного Тоё Асидой. После плохого и внезапного конца в январе, поклонники требовали достойного финала, который они и получили в декабре 1981 года. У дистрибьютора Toei как раз был перерыв после Adieu Galaxy Express 999, и проблем с показом не возникло. В 1981 году в Японии вышло 24 аниме-фильма, популярностью в прокате пользовались компиляции телесериалов — дайджест-версии, урезанные для полнометражного формата. Среди них были Ashita no Joe 2, Mobile Suit Gundam I и II, Doraemon и Kaibutsu-kun. Toei, не избегая тренда, вместо того, чтобы снимать для кинотеатров совершенно новый Space Warrior Baldios, решила вместить 34 серии в двухчасовой полнометражный фильм.
Были смонтированы две версии — одна 118 минутная, демонстрировавшаяся в японских кинотеатрах, и вторая, более короткая — 98 минут, которая поступила в американский прокат. В США Space Warriors: Battle for Earth Station S-1 (также Revenge of the Space Warriors) появился на VHS в 1987 году благодаря Celebrity Home Entertainment, а затем в 1994 году распространялся от компании «Best Film & Video». В Италии японскую версию на DVD издала Yamato Video в 2005 году. На Кубе показ в кинотеатрах прошёл в 1988 году под названием «Ялтус».
Робот и его составные части отсылали к Daitarn 3 и Zambot 3. Некоторые наработки, оставшиеся невостребованными, были реализованы в сериалах GoShogun и Tokusou Kihei Dorvack. Всё произошло потому, что за анимацию последних отвечал Осаму Камидзё, который выполнил дизайн персонажей в Space Warrior Baldios. Изображение императора S-1 в шлеме использовалось для шуток на форуме 2ch.net, где он был известен как Хэйка. Марин назван Марлоном на видеокассете Best Film & Video. Афродия является красивой девушкой, только когда распускает волосы и снимает очки, она клянётся отомстить за убитого брата, похожего на нацистскую версию Капитана Видео. С Марином её связывает фраза: «Я никогда не прощу тебя!». Армагеддон на Земле напоминает «Доктор Стрейнджлав, или Как я перестал бояться и полюбил бомбу», и на фоне могла играть «We’ll Meet Again».
28 октября 2015 года, по случаю 35-летия «Балдиоса», от Bandai Visual ограниченным тиражом вышел комплект Blu-ray, где присутствуют все 34 серии плюс фильм. Перед этим, 13 сентября, в кинотеатре Toho Cinemas Shinjuku, состоялся премьерный показ. В нём приняли участие президент Production Reed Тосихико Сато и создатели аниме: Акиёси Сакаи (сценарий, концепция), Гэн Сато (меха-дизайн, раскадровка), Дзюндзи Нисимура (режиссёр эпизодов).
Американская компания Discotek Media осуществила выпуск фильма и сериала на Blu-ray 1 мая и 30 октября 2018 года.
8 мая 2019 года сервис Crunchyroll добавил фильм Space Warrior Baldios в каталог для пользователей США и Канады, с английскими субтитрами и японской озвучкой. В 2020 году модель Балдиоса выпустила Good Smile Company в серии Moderoid, ранее продавались комплекты Bandai и Yamato USA. Робот разбирался на составные части и соединялся, оружие было как в аниме: плечевые пушки, лазерное ружьё, щит, два меча Pulsaber, которые вместе образовывали копьё. Good Smile объявила о новом тираже Moderoid в сентябре 2022 года. В 2023 году гонконгская компания Awaken Studio выпускает Балдиос в серии Pose+.

## Саундтрек
| №   | Название                          | Длительность |
| --- | --------------------------------- | ------------ |
| 1.  | «Live for Tomorrow, Baldios»      | 3:07         |
| 2.  | «Crisis of the Empire»            | 3:00         |
| 3.  | «The Night of the Assassination»  | 3:08         |
| 4.  | «To the New World»                | 3:19         |
| 5.  | «Visitor from Another Planet»     | 4:07         |
| 6.  | «The Day of the Invasion»         | 3:27         |
| 7.  | «The Green Hills of Earth»        | 3:36         |
| 8.  | «Go! Space Warrior Marin»         | 2:38         |
| 9.  | «Stand Up! Baldios»               | 3:08         |
| 10. | «Subspace Fortress»               | 2:25         |
| 11. | «The Longest Afternoon of Earth»  | 3:24         |
| 12. | «A Rainbow in the Starry Sky»     | 3:53         |
| 13. | «Flowers for Aphrodia»            | 3:34         |
| 14. | «End of Eternity»                 | 3:11         |
| 15. | «The Returning of the Earthlings» | 2:38         |
| 16. | «Marin, Trek of Life»             | 3:15         |

| №   | Название                   | Длительность |
| --- | -------------------------- | ------------ |
| 1.  | «Sea Wind»                 | 4:03         |
| 2.  | «Overture»                 | 1:57         |
| 3.  | «The Invasion»             | 3:28         |
| 4.  | «Encounter»                | 2:36         |
| 5.  | «Battle I»                 | 2:32         |
| 6.  | «Despair»                  | 2:47         |
| 7.  | «Solitude»                 | 2:02         |
| 8.  | «Premonition»              | 2:03         |
| 9.  | «Song of a Woman's Life»   | 4:02         |
| 10. | «Memories of a Blue Dream» | 3:52         |
| 11. | «Delusion»                 | 3:13         |
| 12. | «Rest»                     | 2:55         |
| 13. | «Battle II»                | 3:42         |
| 14. | «Destruction»              | 2:51         |
| 15. | «The Parting»              | 1:28         |
| 16. | «The Showdown»             | 3:07         |
| 17. | «Just the Way You Are»     | 4:51         |

Саундтреки к сериалу и фильму впервые вышли на грампластинках от King Records в 1980 и 1981 годах, в 2009 году появилось переиздание. В 1982 году была издана аудиоверсия фильма.
Диск 1
- Музыка и аранжировка: Кэнтаро Ханэда
- Стихи: Кого Хотоми (1, 9, 12, 16)
- Вокал: Исэ Коити (1, 16), Исао Таира (9), Кадзуко Кавасима (12)

Диск 2
- Музыка: Масаки Сато (1, 17), Кэнтаро Ханэда (2—16)
- Аранжировка: Кодзи Судзуки & TONY (1, 17), Кэнтаро Ханэда (2—16)
- Аранжировка струнных: Аоки Нодзоми (17)
- Стихи: Масатоси Уэда (1), Кого Хотоми (9, 10), Масаки Сато (17)
- Вокал: TONY (1, 17)[42], Кэйко Тода (9, 10)

В 2006 году часть трека «Overture» была использована американскими рэперами Ghostface Killah и MF Doom как семпл для песни «Angels». Аранжировки песен «Live for Tomorrow, Baldios» и «Marin, Trek of Life» прозвучали в саундтреке Super Robot Wars Z (диск 1), изданном Lantis в 2008 году. «Live for Tomorrow, Baldios», «Marin, Trek of Life» и «Stand Up! Baldios» также появились на сборнике Robot Anime Encyclopedia Vol.1 2009 года.

## Компьютерные игры
В 2008 году на платформе PlayStation 2 вышла одна из тактических ролевых игр серии Super Robot Wars — Super Robot Wars Z, разработанная компанией Banpresto и изданная Namco Bandai Games. В состав, наряду с популярными меха, включён и Space Warrior Baldios. Персонажи из совершенно разных вселенных объединяются и сражаются друг с другом. Используется переработанная система отрядов с возможностью смены построений. В 2009 году появилось новое издание Super Robot Wars Z Special Disc, которое не содержало кампанию оригинальной игры.
Марина Рейгана озвучил Такуми Ямадзаки, Афродию — Рёко Нагата, Фрика — Кэйдзи Фудзивара.
В 2011—2012 годах появилась Super Robot Wars Z2 для PlayStation Portable, состоящая из двух эпизодов: «Destruction» (破界篇 Hakai Hen) и «Regeneration» (再世篇 Saisei Hen).
В апреле 2018 года Балдиос получил ограниченное участие в Super Robot Wars X-Ω.